# Ordre des Frères mineurs
Franciscains
« Franciscain » redirige ici. Pour les autres significations, voir Franciscain (homonymie).
L'ordre des Frères mineurs (O.F.M.), en latin : Ordo Fratrum Minorum, dont les membres sont couramment appelés franciscains, est un ordre religieux catholique apparu en Italie en 1209 sous l'impulsion de saint François d'Assise.
À l'imitation du Christ, ses membres tentent de vivre une vie de pauvreté et de simplicité évangélique. Insistant sur l'aspect de fraternité dans leur vie, les franciscains ont choisi de s'appeler « frères ». Aujourd'hui, la majorité d'entre eux sont prêtres.
Quatre penseurs ont marqué l'histoire de cet ordre mendiant : saint Bonaventure de Bagnoregio, Roger Bacon, Jean Duns Scot et Guillaume d'Ockham.
Son ministre général actuel est Massimo Fusarelli. 

## Les débuts de l'ordre

### Saint François d'Assise et la fondation de l'ordre

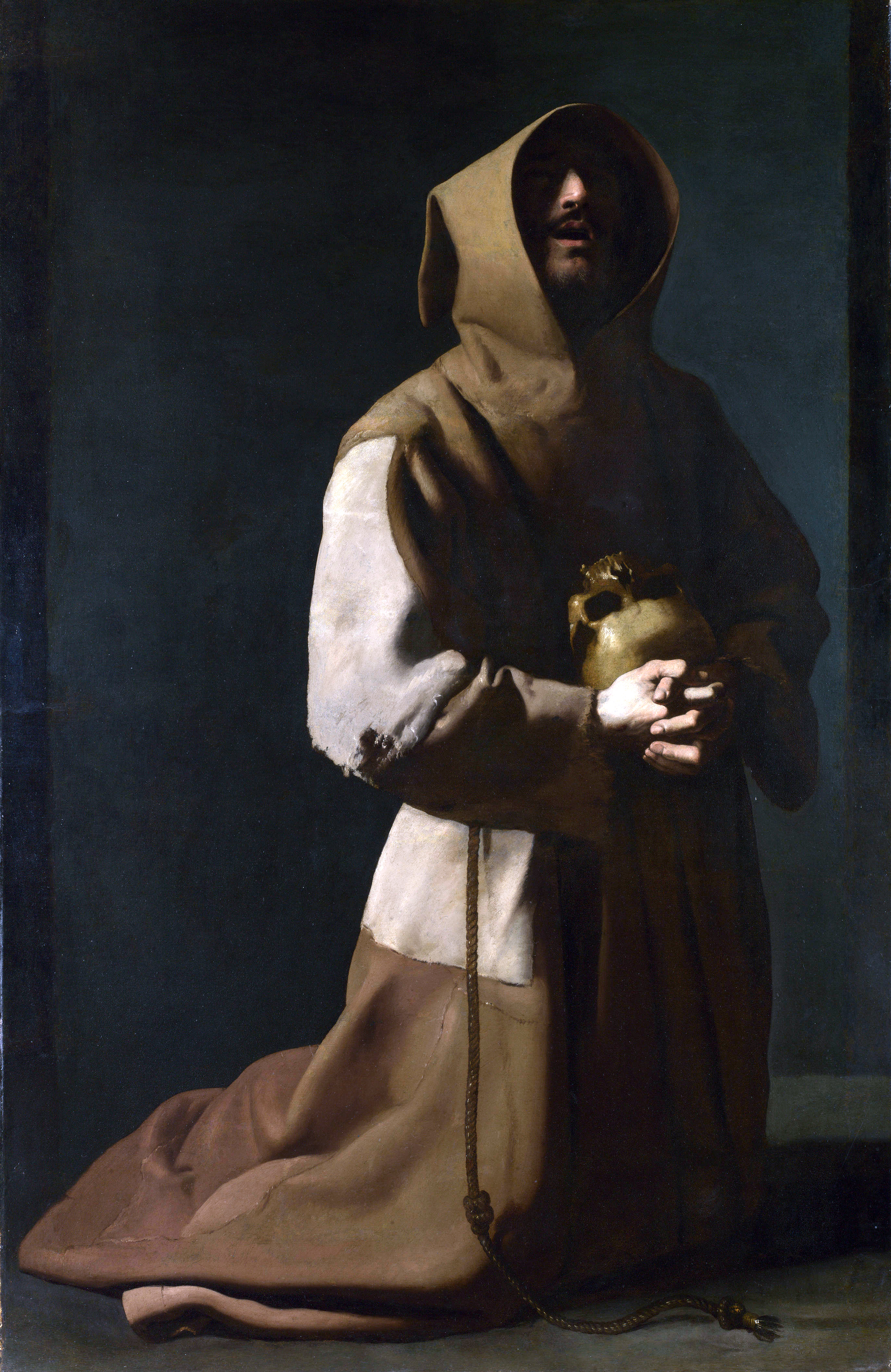
Saint François d'Assise à genoux, de Francisco de Zurbarán (Londres, National Gallery).

Saint François d'Assise est un jeune homme issu d'une riche famille marchande — son père vend des tapis jusqu'en France, d'où le prénom de Francesco — qui mène une jeunesse dissipée. Il veut devenir chevalier et se fait emprisonner un an, à la suite d'une guerre entre sa ville, Assise, et la ville voisine de Pérouse. À la suite de sa détention, il tombe gravement malade et se convertit. François d'Assise, cherchant alors le Salut, décide de « suivre nu le Christ nu » et de créer un ordre mendiant.
Il crée en 1209 une confrérie primitive, fondée sur la pauvreté totale et la prédication. Ses premiers compagnons sont Bernard de Quintavalle et Pierre de Catane (de). Saint François envoie ses confrères deux par deux dans toutes les régions autour d'Assise. Les frères vivent du travail de leurs mains et de l'aumône. Très vite, la communauté rencontre un très grand succès.
En 1210, le pape Innocent III (dont le nom est choisi pour honorer les chrétiens tués sans raison) approuve verbalement la nouvelle communauté. Saint François choisit le nom de "frères mineurs" par référence aux « plus petits d'entre nous » dont parlent les Évangiles (Mt 25,40-45). En 1212, il est rejoint par sainte Claire, jeune fille d'une noble et riche famille, qui a été convertie par François. Ce sera la fondation de l'ordre des Pauvres Dames, les Clarisses, second ordre franciscain. En 1221, les franciscains s'agrandissent par la fondation du tiers-ordre, réservé aux séculiers. Saint François étend ainsi l'idéal biblique à tous et permet à chacun de se reconnaître dans le Christ sans renoncer au monde séculier.
En 1217, une première organisation est donnée à l'ordre : l'Italie est découpée en provinces, chacune ayant à sa tête un « ministre provincial ». François s'oppose à toute forme d'organisation plus poussée. Parallèlement, des groupes de missionnaires sont envoyés en Palestine. Saint François lui-même part, laissant l'ordre entre les mains de deux vicaires généraux, parmi lesquels Pierre de Catane. Ceux-ci décident Honorius III à publier une bulle imposant un noviciat d'un an, une profession de vœux formelle et un contrôle de la prédication.
À son retour en 1220, saint François s'oppose à ces changements. Contraint de donner une constitution formelle à l'ordre, il rédige la Regula Prima. Elle est basée sur le respect total des enseignements de Jésus-Christ. Jugée trop longue et trop stricte, elle est remplacée en 1223 par une seconde règle, elle aussi de la main de saint François, approuvée par la bulle Solet Annuere d'Honorius III, d'où son nom de Regula bullata. Cette règle beaucoup moins sévère est rédigée à la suite de tensions à l'intérieur de l'Ordre : une partie des frères considère que la pauvreté évangélique est trop dure à supporter et souhaite posséder des couvents ou encore des livres. Finalement saint François cède sous la pression de frère Hugolin et frère Élie. Il écrit en 1225 le Cantique de Frère Soleil. Il aurait reçu les stigmates de la Passion du Christ peu de temps avant sa mort.
En 1220, saint François avait quitté la tête de l'ordre, et l'avait confié à Pierre de Catane, devenu son vicaire. À la mort de ce dernier en 1221, le vicariat passe à Élie de Cortone. Saint François d'Assise meurt en 1226, laissant un Testament où il professe son attachement à la pauvreté évangélique. En 1227, Élie de Cortone convoque un chapitre général, qui élit Giovanni Parenti ministre général.
L'ordre des Frères mineurs est le seul mouvement religieux chrétien pour lequel on peut parler d'une capitale, Assise, et d'un centre, l'Ombrie, du fait de l'empreinte laissée par François dans ces lieux.

### Liste des frères franciscains à l'époque de saint François
Ce sont les frères cités dans le récit des Fioretti de Saint François d'Assise
- Frère Jean de La Chapelle, chapitres 1., 31.
- Frère Gilles d'Assise, chap. 1., 4., 6., 26., 28., 34., 48.
- Frère Philippe le Long, chap. 1., 45.
- Frère Sylvestre, chap. 1., 2., 16.
- Frère Bernard de Quintavalle, chap. 1., 2., 3., 4., 5., 6., 26., 28.
- Frère Rufin d'Assise (cousin de sainte Claire), chap. 1. 29., 30., 31.
- Frère Elie, chap. 4., 6., 31., 38.
- Frère Massée de Marignan, chap. 4., 10., 11., 12., 13., 16., 29., 32.
- Frère Léon, chap. 8., 9., 30., 36.
- Frère Ange Tancrède de Rieti, chap. 16.
- Frère Jacques de la Massa (de Massa Fermana), chap. 16., 41., 48., 51.
- Le Jeune garçon (Fanciullo) appartenant à l’ordre. chap. 17.
- Pellegrino de Falerone, frère de la Marche d’Ancône et pèlerin, et Richer de Muccia, (aussi Ricerius de Marchia) frère et ministre de la Marche d’Ancône, chap. 27
- Frère Jacques de Falerone, chap. 32., 51.
- Saint Antoine de Padoue, chap. 39., 40.
- Frère Simon d’Assise, chap. 41.
- Frère Bentivoglia de San Severino Marche, chap. 42.
- Frère Massée de San Severino Marche, chap. 42.
- Frère Pierre de Monticello (près de Todi), chap. 42., 44.
- Frère Servadeo d'Urbino, chap. 42.
- Frère Conrad d'Offida (couvent de Sirolo), chap. 42., 43., 44.
- Frère Lucide l’Ancien de Monterubbiano, chap. 42., 48., 51.
- Frère Jean de la Penna San Giovanni, chap. 45.
- Frère Hugolin de Fabriano (frère jumeau de frère Jacques de la Marche), chap. 45.
- Frère Matthieu de Monterubbiano, Ministre de la Marche d’Ancône, chap. 45., 48., 51.
- Frère Humble et frère Pacifique de la Marche d'Ancône, chap. 46.
- Un frère du couvent de Soffiano près de Sarnano, (probablement Liberato de Lauro), chap. 47.
- Frère Marc de Montino, chap. 48.
- Frère Junipère, chap.48.
- Frère Jean de Parme, Ministre général au chapitre de Lyon, chap. 48.
- Frère Jean de l’Averne, (ou Jean de Fermo) (1259-1322) , et les chanoines de saint Pierre de Fermo, chap. 49., 50., 51., 52., 53.

### La règle de l'ordre

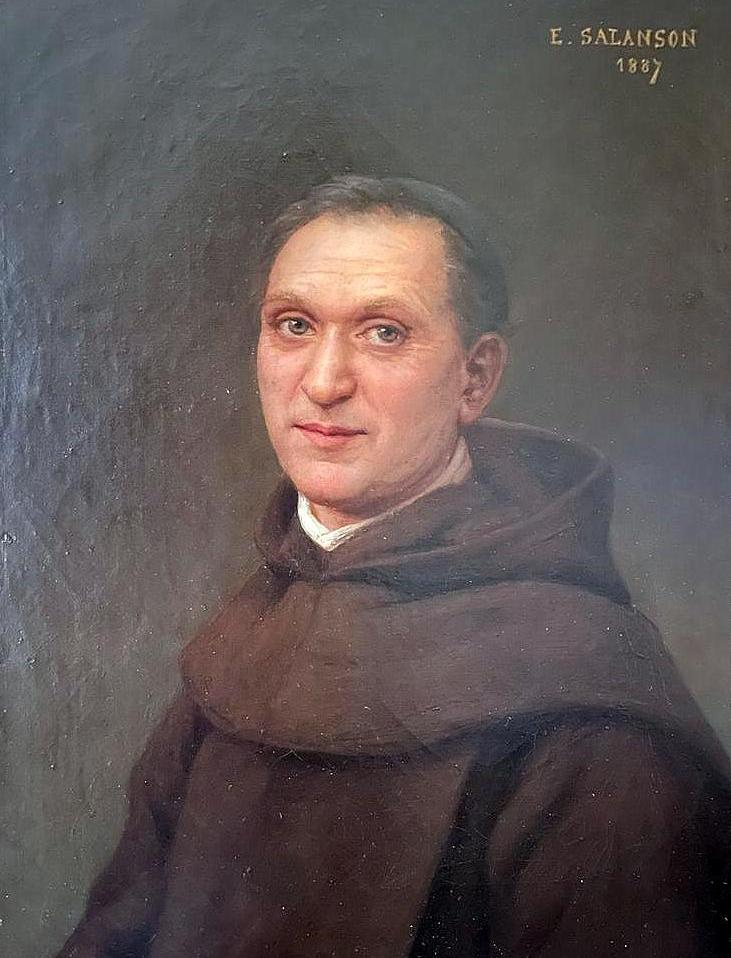
Père franciscain par Eugénie Salanson.

Les franciscains portaient un froc de laine gris, avec une ceinture de corde et un capuchon court et arrondi.
Ils avaient le droit de se livrer dans leurs églises à la confession et à la prédication.
Le plan de la règle de 1223 est :
1. Prologue ... observer le saint évangile de notre Seigneur Jésus-Christ, en vivant dans l’obéissance, sans rien en propre et dans la chasteté…
2. De ceux qui veulent accepter cette vie et comment ils doivent être reçus
3. De l’office divin et du jeûne, et comment les frères doivent aller par le monde.
Pour les clercs… pour les laïcs, office divin… prière… jeune… Je conseille, j’avertis et j’exhorte mes frères dans le Seigneur Jésus-Christ: quand ils vont par le monde, qu’ils ne se disputent pas, qu’ils ne se querellent pas en paroles et qu’ils ne jugent pas les autres; mais qu’ils soient doux, pacifiques et modestes, aimables et humbles, parlant honnêtement à tous, comme il convient. Et ils ne doivent pas aller à cheval, s’ils n’y sont pas contraints par une nécessité manifeste ou par la maladie. En quelque maison qu’ils entrent, qu’ils disent d’abord: Paix à cette maison.
4. Que les frères ne reçoivent pas d’argent.
5. De la manière de travailler.
6. Que les frères ne s’approprient rien de l’aumône â demander et des frères malades.
Que les frères ne s’approprient rien, ni maison, ni lieu, ni quoi que ce soit. Et comme des pèlerins et des étrangers en ce siècle, servant le Seigneur dans la pauvreté et l’humilité, qu’ils aillent à l’aumône avec confiance, et il ne faut pas qu’ils en aient honte, car le Seigneur s’est fait pauvre pour nous en ce monde.
7. De la pénitence à imposer aux frères qui pèchent.
8. De l’élection du ministre général et du chapitre de la Pentecôte
9. Des prédicateurs.
10. De l’admonition et de la correction des frères.
11. Que les frères n’entrent pas dans les monastères de moniales.
12. De ceux qui vont chez les sarrasins et autres infidèles.

## Histoire de l'ordre après saint François

### La querelle des spirituels

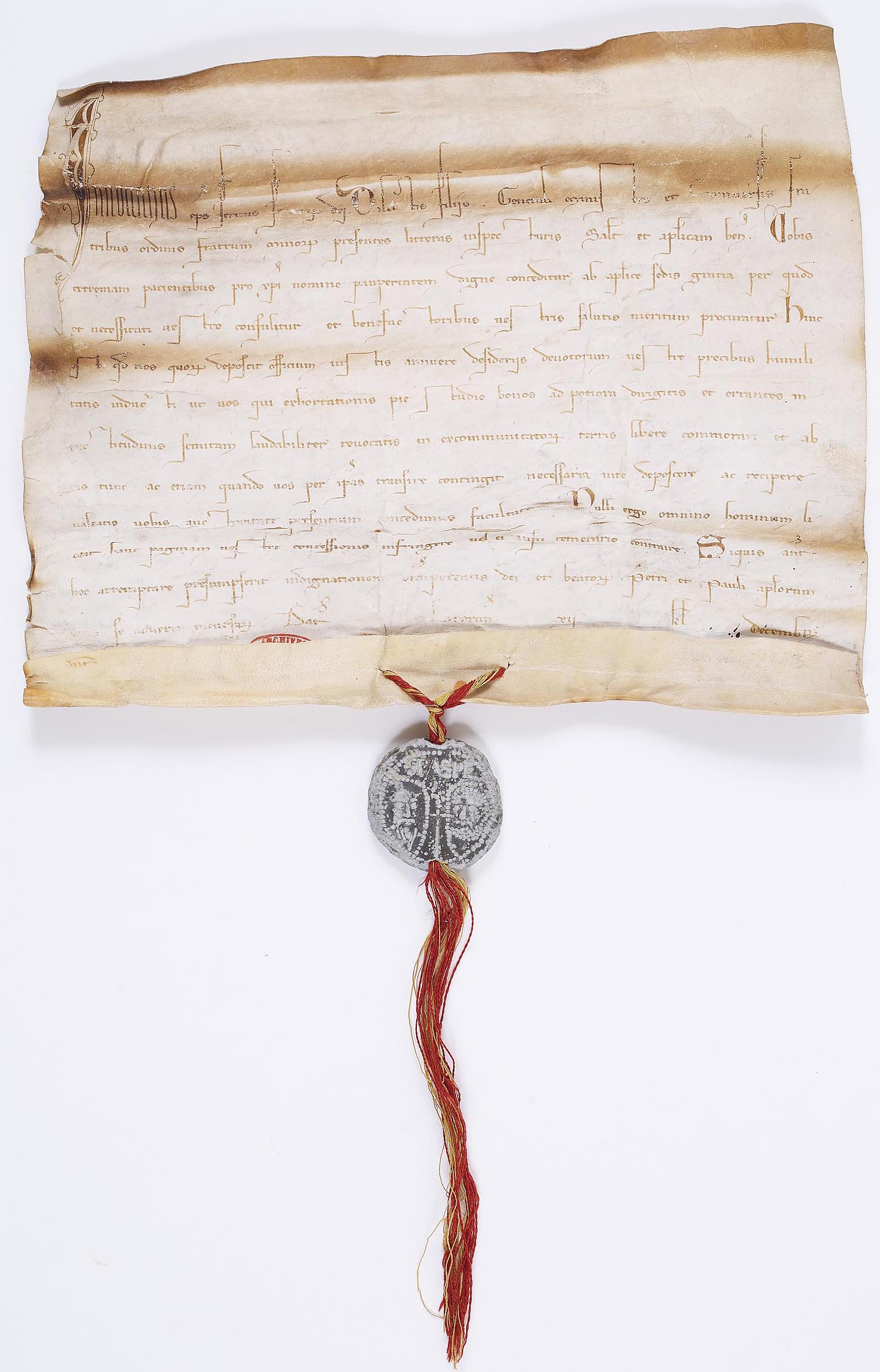
Bulle Vobis extremam patientibus d’Innocent IV autorisant les franciscains à séjourner et exercer leur ministère en tous lieux frappés d'interdit. Acte scellé d'une bulle de plomb à Rome, 20 novembre 1243. Archives nationales.

Dès la mort du fondateur, les conflits éclatent. En 1230, le pape Grégoire IX dispense les franciscains de suivre le testament du fondateur.
En 1244, Crescence de Jesi, futur ministre général de l’ordre, contient des rebellions dans la Marche d’Ancône où il est ministre provincial ; il fait capturer et envoyer 72 frères mineurs qui refusent l’allégement du vœu de pauvreté en portant une tenue vestimentaire particulièrement indigente dans les provinces reculées franciscaines.
L'ordre est normalisé par saint Bonaventure, ministre général de 1257 à 1274 : on insiste moins sur la pauvreté et on s'intéresse aux activités intellectuelles et pastorales.
Une tendance s'oppose à cette évolution et tient à conserver la pauvreté absolue vantée par saint François d'Assise. Ce sont les Spirituels, aussi appelés zelanti en Italie ; les plus extrémistes d'entre eux formeront le groupe des fraticelles, très marqués par la pensée eschatologique et apocalyptique de Joachim de Flore. Leurs foyers spirituels se situent dans le Languedoc (Pierre-Jean Olieu, ou Pierre de Jean Olivi), en Toscane (Ubertin de Casale) et dans les Marches (Ange Clareno, Pierre de Macerata).
C'est pourquoi ils sont vite accusés d'hérésie. En 1323, le pape Jean XXII règle la question de la pauvreté en déclarant par sa bulle Cum inter nonnullos que la pauvreté de Jésus et des apôtres n'a pas été absolue. Bon nombre de spirituels sont emprisonnés et les fraticelles sont livrés à l'Inquisition ; et les meneurs meurent sur le bûcher ou en prison au XIVe siècle. Les spirituels renaissent cependant sous la forme des Frères mineurs observants (fusion de diverses branches, les claréniens, colettan, amadéens, etc.), famille créée en 1517 par la bulle Ite et vos du pape Léon X.

### La rivalité avec les Dominicains
Les franciscains étaient en rivalité avec l'ordre des Prêcheurs, créé par saint Dominique, surtout depuis leur introduction dans les chaires de l'université de Paris.
Dans le domaine de l'enseignement de la philosophie et de la théologie, les deux ordres eurent pour principaux guides : chez les franciscains Duns Scot, chez les dominicains saint Thomas d'Aquin, qui pendant longtemps divisèrent l'école en scotistes et thomistes. Ces deux ordres mendiants, fondés au XIIIe siècle, restèrent en opposition pour obtenir la mainmise sur l'Inquisition, notamment en Provence et à Florence en Toscane.

### Rôle de gardien des Lieux saints
En vertu de deux bulles du pape Clément VI en 1342, Gratias agimus et Nuper carissimae, les franciscains de Terre sainte revendiquent la « garde des Lieux saints ». Ce privilège s'explique par le rôle pacificateur joué par saint François d'Assise lors de la cinquième croisade en 1219.
Ainsi, depuis le XIVe siècle, les franciscains sont les gardiens de nombreux sanctuaires en Terre sainte, dont le Saint-Sépulcre à Jérusalem.

### Les franciscains dans le Nouveau Monde
Les franciscains jouent un rôle notable dans l'évangélisation de l'Amérique et ils se trouvent parfois de nouveau en conflit avec les Dominicains, notamment avec Bartolomé de Las Casas, à qui s'oppose notamment le frère Toribio de Benavente, dit « Motolinia ».
Les Dominicains sont les premiers à partir à l'époque où Christophe Colomb est gouverneur d'Hispaniola (1493-1500).
En revanche, après avoir conquis l'Empire aztèque (1521), Hernán Cortés fait appel à des franciscains pour s'occuper des affaires religieuses de la Nouvelle-Espagne. Ainsi le frère Bernardino de Sahagún effectuera les premiers travaux ethnographiques sur la civilisation aztèque au XVIe siècle. Puis le frère Junipero Serra fondera les missions californiennes.

### Les communautés franciscaines

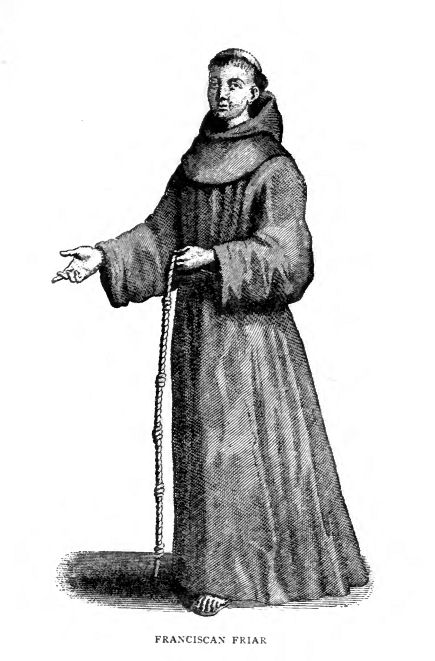
Un franciscain au XVIIIe siècle.

Ces religieux, protégés par les papes, se répandirent par toute l'Europe, et comptèrent bientôt des milliers de couvents, enrichis par la piété des fidèles.
Cet ordre a donc donné naissance à une foule de communautés particulières, soit d'hommes, soit de femmes.

#### Pour les hommes
- les pères de l'observance, moines déchaussés, fondés en Italie en 1363, par Paul de Foligno,
- les récollets (re-collecti, « recueillis »),
- les cordeliers, nom que prirent les franciscains établis en France, attribué par Jean de Beauffort lors de la septième croisade,
- les capucins, qui se distinguent encore par une longue barbe et un capuchon pointu.

#### Pour les femmes
- les urbanistes, établies en 1260 à Longchamp, près de Paris, par la bienheureuse Isabelle de France, et confirmées par le pape Urbain IV,
- les colettines, réforme accomplie par sainte Colette de Corbie, au XIVe siècle,
- les conceptionnistes, appelés aussi de moniales conceptionnistes franciscaines, fondées pour sainte Béatrice da Silva au XVe siècle,
- les capucines,
- les clarisses ou déchaussées.

En 1221, saint François avait fondé en outre un tiers-ordre pour les laïcs qui voulaient être associés au mode de vie évangélique des Frères mineurs (quelques membres déviants de cet ordre sont les béguards), et des religieux : le tiers-ordre régulier, comme les picpus, ainsi appelés du monastère de Picpus, près de Paris, où ils s'établirent.
La totalité des religieux des deux sexes de Saint-François était au XVIIe siècle de 115 000 moines et de 28 000 nonnes, répartis dans 8 000 couvents[réf. souhaitée].
Ils disparurent de France, avec les autres ordres religieux, à la suite du décret du 13 février 1790 qui interdit les vœux monastiques et supprima les ordres religieux réguliers, mais ils subsistèrent au XIXe siècle en Europe, surtout en Italie, au Proche-Orient et en Amérique du Sud. Les capucins et les franciscains reparurent en France à partir de 1850.

## L'ordre franciscain aujourd'hui

### Organisation
Aujourd'hui, la famille franciscaine se décompose ainsi :
- Premier ordre :
  - Frères mineurs ou frères franciscains observants (robe brun foncé, capuchon de forme ronde, ceinture de corde et sandales),
  - Frères mineurs capucins ou frères franciscains capucins (ils sont porteurs d'un capuchon, d'une bure brun foncé, de sandales, et jadis d'une barbe, cependant encore portée par certaines communautés, telle celle de Villié-Morgon),
  - Frères mineurs conventuels ou frères franciscains conventuels (robe noire, cordelette blanche et grand capuchon double), encore appelés cordeliers,
- Second ordre :
  - Sœurs clarisses,
  - Sœurs clarisses capucines,
- Tiers-ordre :
  - Tiers-ordre régulier : fraternités régulières (sœurs franciscaines ou prêtres) depuis 1221 (environ 850 membres),
  - Tiers-Ordre séculier : fraternités séculières (laïcs, célibataires ou mariés, prêtres diocésains).

### Actualité de l'ordre
En juin 2015, le pape François approuve la béatification de 26 membres de l'ordre tués par les républicains espagnols lors de la guerre civile espagnole.

### L'ONGFranciscans International
Franciscans International est une organisation non gouvernementale (ONG), créée en 1984 et dotée du statut consultatif (catégorie générale) auprès de l'Organisation des Nations unies (ONU).
Elle est le porte-parole de la Famille franciscaine dans le monde entier. Elle est au service des sœurs et des frères et étend son engagement à toute la communauté humaine en intégrant les valeurs spirituelles, éthiques et franciscaines aux forums et programmes des Nations unies.

## Personnalités

### Papes et antipapes
- Nicolas IV (1288-1292), maître de l'Ordre.
- Nicolas V, antipape (1328-1330) en conflit avec Jean XXII.
- Alexandre V (1409), est aujourd'hui considéré comme un antipape.
- Sixte IV (1471-1484), maître de l'Ordre.
- Sixte V (1585-1590), vicaire général de l'Ordre.
- Clément XIV (1769-1773).
- Pie XI (1922-1939), était membre du tiers ordre.

Le pape François, élu en 2013, a choisi ce nom en hommage à saint François, bien qu'il soit issu de la Compagnie de Jésus ; c'est le premier pape à avoir agi ainsi.

### Franciscains hors de France
- Saint François d'Assise, le fondateur
- Saint Claire d'Assise
- Saint Antoine de Padoue, docteur de l'Église
- Saint Bonaventure, docteur de l'Église
- Alexandre de Hales
- Saint Benoît le More
- Saint Bernardin de Sienne
- Saint Godefroid Coart
- Sainte Colette de Corbie
- Sainte Marguerite de Cortone
- Sainte Jacinthe Marescotti
- Roger Bacon
- John Peckham
- Giovanni da Ripa
- Jean de Galles
- Jean Duns Scot
- Guillaume d'Ockham
- Francesc Eiximenis
- Saint Jacques de la Marche
- Jean de Capistran
- Crescence de Jesi
- Jean de Parme
- Jean de Plan Carpin
- Junípero Serra
- Bienheureux Bernardin de Feltre
- Marc d'Aviano
- Francisco Jiménez de Cisneros
- Saint Crispin de Viterbe (Pierre Fioretti)
- Anne de Prusse
- Bienheureux Amadeo de Silva (pt), mystique[11]
- Alessandro Serenelli (et sainte Maria Goretti)
- Saint Maximilien Kolbe
- Saint Pierre d'Alcántara, mystique
- Pierre Baptiste, missionnaire au Japon
- Pierre Régalati
- Pierre Wirth, fondateur de la congrégation des frères franciscains de la Sainte-Croix
- Salimbene de Adam
- Padre Pio de Pietrelcina
- Raniero Cantalamessa
- Pater Antonius Schirley, fondateur du pèlerinage de Neviges
- Luca Pacioli

### Franciscains français
- Corentin Cloarec (1894-1944)
- Eudes Rigaud (v. 1210-1275), archevêque de Rouen (1248-1275)
- Christophe de Cheffontaines (1512-1595), maître de l’ordre (1571-1579), Archevêque auxiliaire de Sens, le 22 mai 1579, Archevêque de Cesarée
- Pierre Auriol (1280-1322)
- Jean Porthaise (v. 1520-1602)
- Bienheureux Jean Discalceat (1279-1349), « Santig Du » en Bretagne
- Saint Louis d'Anjou (1274-1297)
- Gilbert Génébrard (1535-1597)
- Grégoire Girard
- Ambroise de Lombez
- Saint Benoît Joseph Labre
- Jean Tisserand
- Ange de Joyeuse
- Thomas Illyricus
- Ferdinand d'Orléans (1844-1910)
- François de Meyronnes (Meyronis)
- Henri Grouès (Abbé Pierre)
- Père Benoît
- Padre Anton Docher (1852-1928)
- Jean-Pierre Grallet (né en 1941), archevêque de Strasbourg

- Jacobo de Testera

## Armoiries de l'ordre

Armes des franciscains.

Les premières armoiries de l'ordre des Frères mineurs apparaissent au XIVe siècle. Elles se composent des cinq plaies du Christ souvent représentées par des lames de feu. À la fin du XVIe siècle, un nouvel emblème franciscain apparaît, appelé « conformités », dont l'écu montre deux bras passés en sautoir de carnation et stigmatisés de gueules, hissant d’une nuée d’azur clair et brochant sur une croix haute de tanné (croix de calvaire). Le bras nu est celui du Christ ; le bras couvert d'une manche de bure, celui de saint François. L'écusson central peut combiner différents insignes de l'ordre (cinq plaies, bras en sautoir, croix de la custodie franciscaine de Terre sainte, séraphin à six ailes). Le blason peut être timbré par le cœur du Christ traversé des trois clous de la Passion et auréolé de la couronne d'épine.

## Signe identitaire
Dans la Bible (Ez 9,4), il est dit à Ézéchiel : « Passe au milieu de la ville, au milieu de Jérusalem, et fais une marque, un tau, sur le front des hommes qui soupirent et qui gémissent. ». Le tau (dernière lettre de l'alphabet hébreu et 19e de l'alphabet grec) a été adopté par les premiers chrétiens. On le trouve ainsi dans les catacombes romaines et Saint François l'a utilisé. Il est généralement sculpté dans du bois d'olivier et porté en pendentif. Ce symbole n’appartient pas qu’aux franciscains, mais ceux-ci l’utilisent comme signe identitaire.

## L'ordre franciscain dans la culture
- Umberto Eco, Le Nom de la rose, 1980 (roman).